# Il·luminació (fotometria)
|  | No s'ha de confondre amb Il·luminació. |

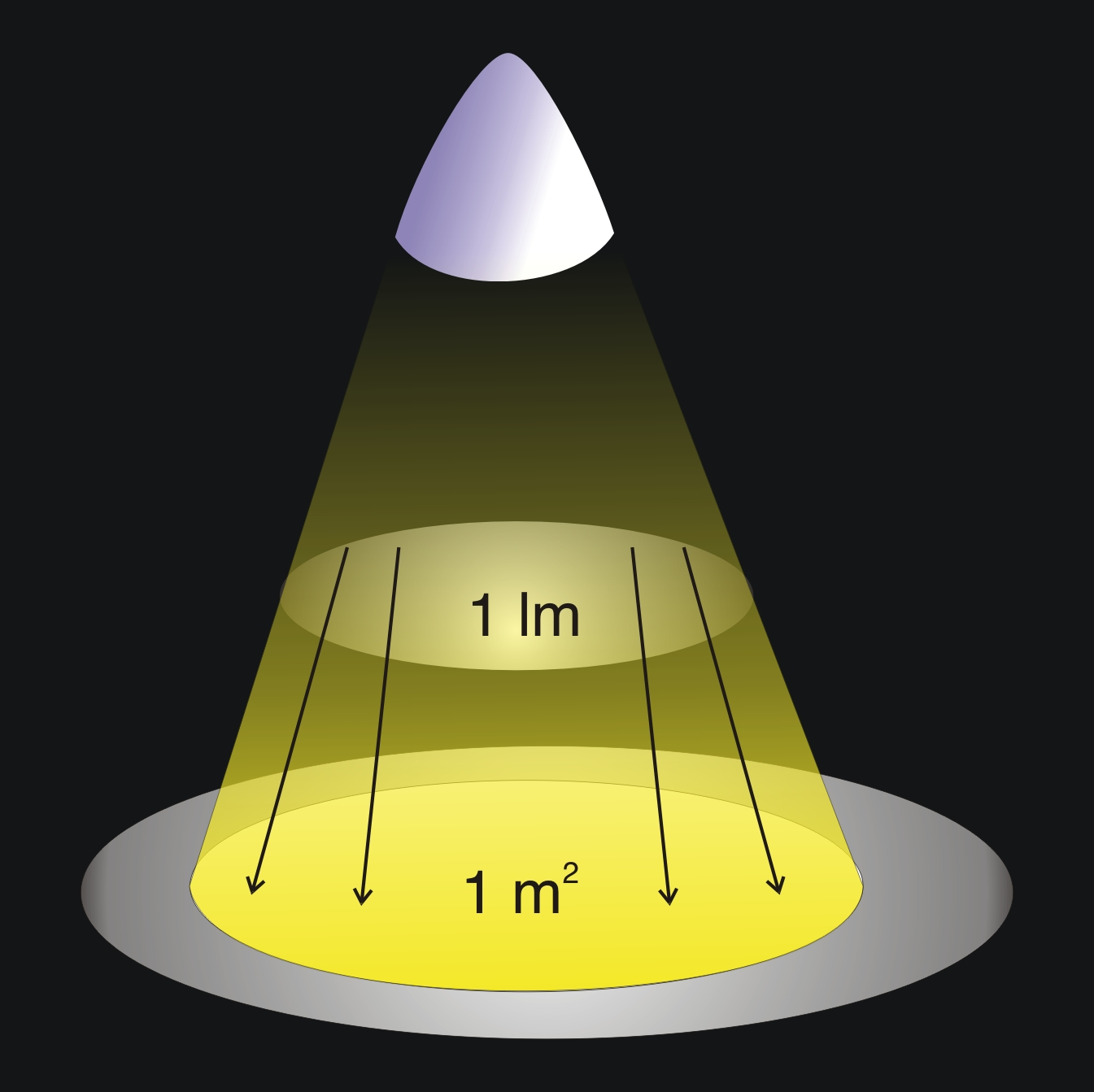
Il·luminació

En fotometria, la il·luminació ({\displaystyle \scriptstyle {E}}), (per tant cal fer servir il·luminació i no pas il·luminància) és la quantitat de flux lluminós que incideix sobre una superfície per unitat d'àrea. La seva unitat de mesura en el SI és el lux: 1 lux = 1 Lumen/m².
En termes generals, la il·luminació es defineix segons la següent expressió:
{\displaystyle E_{V}={\frac {dF}{dS}}}
on:
- E  V  és la il·luminació, mesurada en lux (no fa servir el plural luxos).
- F és el flux lluminós, en lúmens.
- dS és l'element diferencial d'àrea considerat, en metres quadrats.

La il·luminànció es pot definir a partir de la magnitud radiomètrica de la irradiància sense més que ponderar cada longitud d'ona per la corba de sensibilitat de l'ull. Així, si {\displaystyle \scriptstyle {E_{V}}} és la il·luminació, {\displaystyle \scriptstyle {E_{\lambda }}} representa la irradiància espectral i {\displaystyle V(\lambda )} simbolitza la corba de sensibilitat de l'ull, llavors:
{\displaystyle E_{V}=K\int _{visible}^{\ }E(\lambda )V(\lambda )\,d\lambda }
Tant la il·luminanció com el nivell d'il·luminació es poden mesurar amb un aparell anomenat luxímetre o fotòmetre. A la il·luminació que emergeix d'una superfície per unitat d'àrea s'anomena emitància lluminosa ({\displaystyle \scriptstyle {M_{V}}}).
| Magnitud             | Símbol | Unitat del SI             | abeura. | Notes                                                          |
| -------------------- | ------ | ------------------------- | ------- | -------------------------------------------------------------- |
| Energia lluminosa    | Q v    | lumen segon               | lm·s    | A vegades es fa servir la denominació Talbot, aliena al SI     |
| Flux lluminós        | F      | lumen (= cd·sr)           | lm      | Mesura de la potència lluminosa percebuda                      |
| Intensitat lluminosa | I v    | candela (= lm/sr)         | cd      | Una Unitat bàsica del SI                                       |
| Luminància           | L v    | candela per metre quadrat | cd/m 2  | A vegades es fa servir la denominació nit, aliena al SI        |
| Il·luminació         | E v    | lux (= lm/m 2 )           | lx      | Usat per mesurar la incidència de la llum sobre una superfície |
| Emitància lluminosa  | M v    | lux (= lm/m 2 )           | lx      | Usat per mesurar la llum emesa per una superfície              |
| Eficàcia lluminosa   |        | lumen per watt            | lm/W    | Raó entre flux lluminós i flux radiant                         |